# Michel Debray
Michel Debray (nascido em 1936 a Constantine) é um político et almirante francês. Pertene a la União Republicana Popular (Union Populaire Républicaine, UPR), um movimento Propor retirada unilateral da França por parte da União Europeia, Zona Euro e da NATO.
- Ficha